# NGC 2107
NGC 2107 (również ESO 57-SC32) – gromada otwarta, znajdująca się w gwiazdozbiorze Góry Stołowej, w Wielkim Obłoku Magellana. Odkrył ją John Herschel 9 lutego 1836 roku.